# Fotoinhibicja
Fotoinhibicja – zjawisko hamowania fotosyntezy przy dużych natężeniach światła. Jeśli organizmy fotosyntetyzujące absorbują więcej światła niż może być wykorzystane w procesach fotosyntezy dochodzi do uszkodzenia aparatu fotosyntetycznego. Zjawisko fotoinhibcji zależne jest nie tylko od natężenia światła, lecz także od warunków w jakich rośnie roślina. Do fotoinhibicji dochodzi często gdy przy niskich temperaturach ograniczających reakcje enzymatyczne roślina zostanie wystawiona na działanie silnego światła (np. w wiosenne poranki gdy natężenie światła jest duże a temperatura jest bliska zeru, przy przeniesieniu rośliny rosnącej w cieniu na miejsce w pełnym świetle), suszy, zasoleniu gleby. Rośliny posiadają mechanizmy pozwalające na adaptację do zmieniających się warunków świetlnych. Gdy jednak adaptacja do warunków świetlnych okaże się niewystarczająca dochodzi do obniżenia natężenia fotosyntezy mierzonej jako wydzielanie tlenu lub pobieranie CO2. Główna przyczyną obniżenia natężenia fotosyntezy jest uszkodzenie fotoukładu II. Akceptory elektronów, plastochinon A i B, przejmujące elektron wybity z centrum reakcji pozostają trwale w stanie zredukowanym, a centrum reakcji nie jest w stanie odbierać energii od anten fotosyntetycznych. Dochodzi do uszkodzenia białka D1 obecnego w fotoukładzie II, będącego miejscem przyłączenia plastochinonu B. Uszkodzone fotoukłady zostają wyłączone z fotosyntetycznego łańcucha transportu elektronów, aż do czasu degradacji uszkodzonego białka D1 i jego odtworzenia. Brak możliwości przekazania energii do centrum reakcji prowadzi do wytwarzania reaktywnych form tlenu co także może stać się przyczyna uszkodzenia fotoukładu II. Podczas fotoinhibicji dochodzi również do uszkodzenia kompleksu rozszczepiającego wodę z którego odłączane są jony manganu oraz polipeptydy peryferyjne.
Zjawisko fotoinhibicji jest odwracalne i po naprawie aparatu fotosyntetycznego roślina może powrócić do pierwotnego natężenia fotosyntezy, a nawet natężenie to może wzrosnąć przy utrzymujących się podwyższonych natężeniach światła.